# Ctenophthalmus nifetodes
Ctenophthalmus nifetodes är en loppart som beskrevs av Wagner 1933. Ctenophthalmus nifetodes ingår i släktet Ctenophthalmus och familjen mullvadsloppor.

## Underarter
Arten delas in i följande underarter:
- C. n. nifetodes
- C. n. brelihi
- C. n. dzukici
- C. n. eugeniae
- C. n. krystufeki
- C. n. martinorum
- C. n. petrovi
- C. n. tvrtkovici